# In the Heat of the Night (televisieserie)
In the Heat of the Night is een Amerikaanse politieserie. De serie is een vervolg op de gelijknamige film uit 1967.
De serie gaat over het politiekorps in het fictieve plaatsje Sparta in Mississippi. De serie werd opgenomen in Hammond (Louisiana) en Covington (Georgia).
In de serie komen zaken aan de orde die typerend zijn voor het leven in de armere delen van het zuidoosten van de Verenigde Staten, zoals o.a. racisme, alcoholisme, huiselijk geweld en corruptie.
Er zijn in totaal 142 afleveringen gemaakt, verspreid over 8 seizoenen. De serie werd in de Verenigde Staten uitgezonden van 1988 tot 1995.